# فهرست پرهزینه‌ترین بازی‌های ویدئویی
در این مقاله، فهرستی از پرهزینه‌ترین بازی‌های ویدئویی که تا به حال ساخته شده‌اند، با حداقل هزینه کل ۵۰ میلیون دلار آمریکا و طبقه‌بندی شده بر اساس هزینه کل بر اساس تورم، آورده شده‌است. بیشتر بودجه بازی‌ها فاش نمی‌شود، بنابراین تمام موارد این فهرست نشان دهنده عملکرد صنعت بازی نیست.

## فهرست‌ها

### ارقام رسمی
| عنوان                                | سال  | توسعه‌ دهنده                                           | ناشر                               | پلت فرم(های) اصلی                                                       | هزینه توسعه (میلیون دلار آمریکا) | هزینه بازاریابی (میلیون دلار آمریکا) | هزینه کل (میلیون دلار آمریکا) | هزینه کل با تورم ۲۰۲۱ (میلیون دلار آمریکا) |
| ------------------------------------ | ---- | ----------------------------------------------------- | ---------------------------------- | ----------------------------------------------------------------------- | -------------------------------- | ------------------------------------ | ----------------------------- | --- |
| شهروند ستاره                         | TBA  | کلود ایمپیریم گیمز                                    | کلود ایمپیریم گیمز                 | مایکروسافت ویندوز                                                       | ۴۱۵+                             | ۸۶+                                  | ۵۰۱+                          | ۵۴۱+ |
| سایبرپانک ۲۰۷۷                       | ۲۰۲۰ | سی‌دی پراجکت                                           | سی‌دی پراجکت                        | پلی‌استیشن ۴، گوگل استادیا، مایکروسافت ویندوز، ایکس‌باکس وان              | ۱۷۴                              | ۱۴۲                                  | ۳۱۶                           | ۳۵۷ |
| ندای وظیفه: جنگاوری نوین ۲           | ۲۰۰۹ | اینفینیتی وارد                                        | اکتیویژن                           | پلی‌استیشن ۳، مایکروسافت ویندوز، ایکس‌باکس ۳۶۰                            | ۴۰–۵۰                            | ۲۰۰                                  | ۲۵۰                           | ۳۴۱ |
| فاینال فانتزی ۷                      | ۱۹۹۷ | اسکوئر                                                | اسکوئر، سونی اینتراکتیو انترتینمنت | پلی‌استیشن (کنسول)                                                       | ۴۰–۴۵                            | ۴۰–۱۰۰                               | ۸۰–۱۴۵                        | ۱۴۶–۲۶۴ |
| هیلو ۲                               | ۲۰۰۴ | بانجی                                                 | ایکس‌باکس گیم استودیوز              | ایکس‌باکس (کنسول)                                                        | ۴۰                               | ۸۰                                   | ۱۲۰                           | ۲۴۸ |
| سرنوشت (بازی ویدئویی)                | ۲۰۱۴ | بانجی                                                 | اکتیویژن                           | پلی‌استیشن ۳، پلی‌استیشن ۴، ایکس‌باکس ۳۶۰، ایکس‌باکس وان                    |                                  |                                      | ۱۴۰                           | ۱۷۳ |
| سایه مهاجم مقبره                     | ۲۰۱۸ | ایدوس-مونترال                                         | اسکوئر انیکس                       | پلی‌استیشن ۴، مایکروسافت ویندوز، ایکس‌باکس وان                            | ۷۵–۱۰۰                           | ۳۵                                   | ۱۱۰–۱۳۵                       | ۱۲۸–۱۵۷ |
| فضای مرده ۲                          | ۲۰۱۱ | ویسرال گیمز                                           | الکترونیک آرتس                     | پلی‌استیشن ۳، مایکروسافت ویندوز، ایکس‌باکس ۳۶۰                            | ۶۰                               | ۶۰                                   | ۱۲۰                           | ۱۵۶ |
| اتومبیل‌دزدی بزرگ ۴                   | ۲۰۰۸ | راک‌استار نورث                                         | راک‌استار گیمز                      | پلی‌استیشن ۳، ایکس‌باکس ۳۶۰                                               |                                  |                                      | ۱۰۰+                          | ۱۳۶+ |
| شنمو                                 | ۱۹۹۹ | سگا ای‌ام۲                                             | سگا                                | دریم‌کست                                                                 | ۴۷                               |                                      | ۴۷–۷۰                         | ۸۳–۱۲۳ |
| بتلفیلد ۴                            | ۲۰۱۳ | ئی‌ای دایس                                             | الکترونیک آرتس                     | پلی‌استیشن ۳، مایکروسافت ویندوز، ایکس‌باکس ۳۶۰                            | ۱۰۰                              |                                      | ۱۰۰                           | ۱۲۶ |
| گنشین ایمپکت                         | ۲۰۲۰ | می‌هویو                                                | می‌هویو                             | اندروید، آی‌اواس، پلی‌استیشن ۴، مایکروسافت ویندوز                         |                                  |                                      | ۱۰۰+                          | ۱۱۳+ |
| فوراسپوکن                            | ۲۰۲۳ | لومینس پروداکشنز                                      | اسکوئر انیکس                       | پلی‌استیشن ۵، مایکروسافت ویندوز                                          |                                  |                                      | ۱۰۰+                          | خطا هنگام استفاده از {تورم}: خطای عبارت: نویسه نقطه‌گذاری شناخته نشده «۱» و \|سال آغاز=2023 (پارامتر ۳) بزرگ‌تر از جدیدتری سال در دسترس (۲۰۲۲) در شاخص «US» است.+ |
| ویچر ۳: وایلد هانت                   | ۲۰۱۵ | سی‌دی پراجکت                                           | سی‌دی پراجکت                        | پلی‌استیشن ۴، مایکروسافت ویندوز، ایکس‌باکس وان                            |                                  |                                      | ۸۱                            | ۱۰۰ |
| ریفت                                 | ۲۰۱۱ | تراین ورلدز                                           | تراین ورلدز                        | مایکروسافت ویندوز                                                       | ۵۰+                              | ۱۰–۲۰                                | ۶۰–۷۰+                        | ۷۸–۹۱+ |
| سگ‌های نگهبان                         | ۲۰۱۴ | یوبی‌سافت مونترآل                                      | یوبی‌سافت                           | پلی‌استیشن ۳، پلی‌استیشن ۴، مایکروسافت ویندوز، ایکس‌باکس ۳۶۰، ایکس‌باکس وان | ۶۸+                              |                                      | ۶۸+                           | ۸۴+ |
| تام کلنسی گوست ریکان سرباز آینده     | ۲۰۱۲ | یوبی‌سافت پاریس، رد استورم انترتینمنت، یوبی‌سافت بخارست | یوبی‌سافت                           | پلی‌استیشن ۳، ایکس‌باکس ۳۶۰                                               |                                  |                                      | ۶۵                            | ۸۳ |
| گرن توریسمو ۵                        | ۲۰۱۰ | پولی‌فونی دیجیتال                                      | سونی اینتراکتیو انترتینمنت         | پلی‌استیشن ۳                                                             | ۶۰                               |                                      | ۶۰                            | ۸۱ |
| چرخ‌دنده‌های جنگ ۳                     | ۲۰۱۱ | اپیک گیمز                                             | ایکس‌باکس گیم استودیوز              | ایکس‌باکس ۳۶۰                                                            | ۴۸–۶۰                            |                                      | ۴۸–۶۰                         | ۶۲–۷۸ |
| چرخ‌دنده‌های جنگ: داوری                | ۲۰۱۳ | اپیک گیمز، پیپل کن فلای                               | ایکس‌باکس گیم استودیوز              | ایکس‌باکس ۳۶۰                                                            |                                  |                                      | ۶۰                            | ۷۵ |
| هوی رین                              | ۲۰۱۰ | کوآنتیک دریم                                          | سونی اینتراکتیو انترتینمنت         | پلی‌استیشن ۳                                                             | ۲۱.۸                             | ۳۰.۴                                 | ۵۲.۲                          | ۷۰ |
| فاینال فانتزی ۹                      | ۲۰۰۰ | اسکوئر                                                | اسکوئر                             | پلی‌استیشن (کنسول)                                                       | ۴۰                               |                                      | ۴۰+                           | ۶۸+ |
| ای.تی. موجود فرازمینی (بازی ویدئویی) | ۱۹۸۲ | شرکت آتاری                                            | شرکت آتاری                         | آتاری ۲۶۰۰                                                              |                                  |                                      | ۲۲                            | ۶۷ |
| دارکسایدرز ۲                         | ۲۰۱۲ | ویجیل گیمز                                            | تی‌اچ‌کیو                            | پلی‌استیشن ۳، مایکروسافت ویندوز، ایکس‌باکس ۳۶۰                            |                                  |                                      | ۵۰                            | ۶۴ |
| نیمه‌عمر ۲                            | ۲۰۰۴ | شرکت ولو                                              | شرکت ولو                           | مایکروسافت ویندوز                                                       | ۴۰                               |                                      | ۴۰                            | ۶۲ |
| کینگدم آندر فایر ۲                   | ۲۰۱۹ | بلوساید، فانتاگرام                                    | گیم‌فورج                            | مایکروسافت ویندوز                                                       | ۵۰+                              |                                      |                               | ۶۲ |

#### بازی‌های لغو شده
| عنوان          | سال       | توسعه دهنده     | ناشر                        | پلتفرم                                       | هزینه توسعه (میلیون دلار آمریکا) | هزینه با تورم ۲۰۲۱ (میلیون دلار آمریکا) |
| -------------- | --------- | --------------- | --------------------------- | -------------------------------------------- | -------------------------------- | --------------------------------------- |
| هیلو           | ۲۰۰۷–۲۰۰۸ | استودیو انسمبل  | ایکس‌باکس گیم استودیوز       | مایکروسافت ویندوز                            | ۹۰                               | ۱۲۲                                     |
| افسانه‌های فیبل | ۲۰۱۶      | لاین‌هد استودیوز | ایکس‌باکس گیم استودیوز       | مایکروسافت ویندوز، ایکس‌باکس وان              | ۷۵                               | ۹۱+                                     |
| دیس ایز وگاس   | ۲۰۰۹–۲۰۱۰ | سوریال سافت‌ور   | سرگرمی تعاملی برادران وارنر | پلی‌استیشن ۳، مایکروسافت ویندوز، ایکس‌باکس ۳۶۰ | ۴۰–۵۰                            | ۵۴–۶۷                                   |
| ولت            | ۲۰۲۱      | هنگر ۱۳         | ۲کی گیمز                    | ناشناخته                                     | ۵۳                               | ۵۳                                      |

### ارقام غیررسمی

#### برآوردهای تحلیلگران
| عنوان                             | سال  | توسعه دهنده       | ناشر                  | پلت فرم(های) اصلی                                          | تحلیلگر       | شرکت / سازمان        | هزینه توسعه (میلیون دلار آمریکا) | هزینه بازاریابی (میلیون دلار آمریکا) | هزینه کل (میلیون دلار آمریکا) | هزینه کل با تورم ۲۰۲۱ (میلیون دلار آمریکا) | م.     |
| --------------------------------- | ---- | ----------------- | --------------------- | ---------------------------------------------------------- | ------------- | -------------------- | -------------------------------- | ------------------------------------ | ----------------------------- | ------------------------------------------ | ------ |
| اتومبیل‌دزدی بزرگ ۵                | ۲۰۱۳ | راک‌استار نورث     | راک‌استار گیمز         | پلی‌استیشن ۳، ایکس‌باکس ۳۶۰                                  | آرویند باتیا  | استرن اجی            | ۱۳۷٫۵                            | ۶۹–۱۰۹٫۳                             | ۲۰۶٫۵–۲۴۶٫۸                   | ۲۵۹–۳۱۰                                    | [ ۳۵ ] |
| رد دد ریدمپشن ۲                   | ۲۰۱۸ | راک‌استار گیمز     | راک‌استار گیمز         | پلی‌استیشن ۴، ایکس‌باکس وان                                  | مایکل پکتر    | ودبوش                | ۱۷۰                              |                                      | ۱۷۰                           | ۱۹۸                                        | [ ۳۶ ] |
| هیلو ۵: نگهبانان                  | ۲۰۱۵ | ۳۴۳ اینداستریز    | ایکس‌باکس گیم استودیوز | ایکس‌باکس وان                                               | مایکل پکتر    | ودبوش                | ۱۶۰                              |                                      | ۱۶۰                           | ۱۹۸                                        | [ ۳۷ ] |
| انتقام‌جویان (بازی ویدئویی ۲۰۲۰)   | ۲۰۲۰ | کریستال داینامیکس | اسکوئر انیکس          | پلی‌استیشن ۴، گوگل استادیا، مایکروسافت ویندوز، ایکس‌باکس وان | دیوید گیبسون  | آستریس ادوایزری      |                                  |                                      | ۱۷۰+                          | ۱۹۲+                                       | [ ۳۸ ] |
| فاینال فانتزی ۷ بازخلق‌شده         | ۲۰۲۰ | اسکوئر انیکس      | اسکوئر انیکس          | پلی‌استیشن ۴                                                | یوسوکه کویاما | موسسه فناوری شیباورا | ۱۴۴                              |                                      | ۱۴۴                           | ۱۶۳                                        | [ ۳۹ ] |
| فاینال فانتزی ۷ بازخلق‌شده         | ۲۰۲۰ | اسکوئر انیکس      | اسکوئر انیکس          | پلی‌استیشن ۴                                                | اتول گویال    | گروه جفریز           | <۱۴۰                             |                                      | <۱۴۰                          | <۱۵۸                                       | [ ۳۹ ] |
| مکس پین ۳                         | ۲۰۱۲ | راک‌استار گیمز     | راک‌استار گیمز         | پلی‌استیشن ۳، ایکس‌باکس ۳۶۰                                  | آرویند باتیا  | استرن اجی            | ۱۰۵                              |                                      | ۱۰۵                           | ۱۳۴                                        | [ ۴۰ ] |
| مهاجم مقبره (بازی ویدئویی ۲۰۱۳)   | ۲۰۱۳ | کریستال داینامیکس | اسکوئر انیکس          | پلی‌استیشن ۳، مایکروسافت ویندوز، ایکس‌باکس ۳۶۰               | بیلی پیجن     | —                    |                                  |                                      | ۱۰۰                           | ۱۲۶                                        | [ ۴۱ ] |
| رزیدنت ایول ۲ (بازی ویدئویی ۲۰۱۹) | ۲۰۱۹ | کپ‌کام             | کپ‌کام                 | پلی‌استیشن ۴، مایکروسافت ویندوز، ایکس‌باکس وان               | اتول گویال    | گروه جفریز           | <۱۰۰                             |                                      | <۱۰۰                          | <۱۱۴                                       | [ ۳۹ ] |
| هیلو ۳                            | ۲۰۰۷ | بانجی             | ایکس‌باکس گیم استودیوز | ایکس‌باکس ۳۶۰                                               | مایکل پکتر    | ودبوش                | ۳۰+                              | ۱۵–۲۰                                | ۶۰+                           | ۸۵+                                        | [ ۴۲ ] |

#### تخمین مطبوعات
بودجه‌های زیر توسط رسانه‌ها بدون نام بردن از تحلیلگر یا شرکت خاصی برآورد شده‌است.
| عنوان                    | سال  | توسعه دهنده                     | ناشر                                    | پلت فرم(های) اصلی                                                      | مطبوعات               | هزینه توسعه (میلیون دلار آمریکا) | هزینه بازاریابی (میلیون دلار آمریکا) | هزینه کل (میلیون دلار آمریکا) | هزینه کل با تورم ۲۰۲۱ (میلیون دلار آمریکا) | م.     |
| ------------------------ | ---- | ------------------------------- | --------------------------------------- | ---------------------------------------------------------------------- | --------------------- | -------------------------------- | ------------------------------------ | ----------------------------- | ------------------------------------------ | ------ |
| رد دد ریدمپشن ۲          | ۲۰۱۸ | راک‌استار گیمز                   | راک‌استار گیمز                           | پلی‌استیشن ۴، ایکس‌باکس وان                                              | ونچربیت               |                                  | ۲۰۰–۳۰۰                              | ۲۰۰–۳۰۰                       | ۲۳۳–۳۵۰                                    | [ ۳۶ ] |
| اتومبیل‌دزدی بزرگ ۵       | ۲۰۱۳ | راک‌استار نورث                   | راک‌استار گیمز                           | پلی‌استیشن ۳، ایکس‌باکس ۳۶۰                                              | اسکاتسمن              |                                  |                                      | ۲۶۵                           | ۳۳۳                                        | [ ۴۳ ] |
| جنگ ستارگان: جمهوری قدیم | ۲۰۱۱ | بایوور                          | الکترونیک آرتس، لوکاس‌آرتز               | مایکروسافت ویندوز                                                      | لس آنجلس تایمز        | ۲۰۰+                             |                                      |                               | ۲۶۰+                                       | [ ۴۴ ] |
| توو هیومن                | ۲۰۰۸ | سیلیکن نایتس                    | ایکس‌باکس گیم استودیوز                   | ایکس‌باکس ۳۶۰                                                           | گیمر نتورک            |                                  |                                      | ۶۰–۱۰۰                        | ۸۲–۱۳۶                                     | [ ۴۵ ] |
| رد دد ریدمپشن            | ۲۰۱۰ | راک‌استار سن‌دیگو                 | راک‌استار گیمز                           | پلی‌استیشن ۳، ایکس‌باکس ۳۶۰                                              | نیویورک تایمز         |                                  |                                      | ۸۰–۱۰۰                        | ۱۰۷–۱۳۴                                    | [ ۴۶ ] |
| ای‌پی‌بی: بولتن تمام نقاط  | ۲۰۱۰ | رئال‌تایم ورلدز                  | الکترونیک آرتس، رئال‌تایم ورلدز          | مایکروسافت ویندوز                                                      | گاردین                |                                  |                                      | ۱۰۰                           | ۱۳۴                                        | [ ۴۷ ] |
| دیزنی اینفنتی            | ۲۰۱۳ | آوالانچه سافت‌ور، آلترون (۳دی‌اس) | استودیو دیزنی اینتراکتیو                | نینتندو ۳دی‌اس، پلی‌استیشن ۳، وی، وی یو، ایکس‌باکس ۳۶۰                    | لس آنجلس تایمز        |                                  |                                      | ۱۰۰+                          | ۱۲۶+                                       | [ ۴۸ ] |
| ددپول (بازی ویدئویی)     | ۲۰۱۳ | های مون استودیوز                | اکتیویژن                                | پلی‌استیشن ۳، مایکروسافت ویندوز، ایکس‌باکس ۳۶۰                           | گیم‌اسپات              |                                  |                                      | ۱۰۰                           | ۱۲۶                                        | [ ۴۹ ] |
| تأثیر فراگیر: آندرومدا   | ۲۰۱۷ | بایوور                          | الکترونیک آرتس                          | پلی‌استیشن ۴، مایکروسافت ویندوز، ایکس‌باکس وان                           | مجله ادمونتون         |                                  |                                      | ۱۰۰                           | ۱۱۹                                        | [ ۵۰ ] |
| دفایِنس                   | ۲۰۱۳ | تراین ورلدز، هیومن هد استودیوز  | تراین ورلدز                             | پلی‌استیشن ۳، مایکروسافت ویندوز، ایکس‌باکس ۳۶۰                           | فوربز                 | ۸۰                               |                                      | ۸۰                            | ۱۰۱                                        | [ ۵۱ ] |
| مورتال کامبت ۲           | ۱۹۹۴ | پروب انترتینمنت                 | اکلیم انترتینمنت                        | سگا گیم گیر، سگا مگا درایو، سوپر نینتندو                               | سان فرانسیسکو کرونیکل |                                  |                                      | ۵۰                            | ۹۹                                         | [ ۵۲ ] |
| سونیک و ناکلز            | ۱۹۹۴ | سگا                             | سگا                                     | سگا مگا درایو                                                          | لس آنجلس تایمز        |                                  | ۴۵                                   | ۴۵                            | ۸۹                                         | [ ۵۳ ] |
| دی‌سی یونیورس آنلاین      | ۲۰۱۱ | داینمنشنال اینک گیمز            | دیبرک گیمز، سرگرمی تعاملی برادران وارنر | پلی‌استیشن ۳، مایکروسافت ویندوز                                         | لس آنجلس تایمز        | ۵۰                               |                                      | ۵۰                            | ۶۵                                         | [ ۵۴ ] |
| لس آنجلس سیاه            | ۲۰۱۱ | تیم بوندای                      | راک‌استار گیمز                           | پلی‌استیشن ۳، ایکس‌باکس ۳۶۰                                              | بی‌بی‌سی نیوز           | ۵۰                               |                                      | ۵۰                            | ۶۵                                         | [ ۵۵ ] |
| برادران سوپر ماریو ۳     | ۱۹۸۸ | نینتندو ئی‌ای‌دی                  | نینتندو                                 | سیستم سرگرمی نینتندو                                                   | سیاتل تایمز           | ۰٫۸                              |                                      | ۲۵٫۸+                         | ۶۴+                                        | [ ۵۶ ] |
| برادران سوپر ماریو ۳     | ۱۹۸۸ | نینتندو ئی‌ای‌دی                  | نینتندو                                 | سیستم سرگرمی نینتندو                                                   | ستاره ایندیاناپولیس   |                                  | ۲۵+                                  | ۲۵٫۸+                         | ۶۴+                                        | [ ۵۷ ] |
| فاینال فانتزی ۱۰         | ۲۰۰۱ | اسکوئر                          | اسکوئر                                  | پلی‌استیشن ۲                                                            | یومیوری شیمبون        | ۳۲٫۳                             |                                      | ۳۲٫۳+                         | ۵۷+                                        | [ ۵۸ ] |
| ندای وظیفه: بلک اپس      | ۲۰۱۰ | تری‌آرک                          | اکتیویژن                                | نینتندو دی‌اس، پلی‌استیشن ۳، وی، مایکروسافت ویندوز، ایکس‌باکس ۳۶۰، مک‌اواس | لس آنجلس تایمز        |                                  |                                      | ۵۰+                           | ۶۷                                         | [ ۵۹ ] |
| هیلو ۳                   | ۲۰۰۷ | بانجی                           | ایکس‌باکس گیم استودیوز                   | ایکس‌باکس ۳۶۰                                                           | هالیوود ریپورتر       |                                  | ۴۰                                   | ۴۰                            | ۵۶                                         | [ ۶۰ ] |